# 기와키촌
기와키촌(木脇村)은 일본 미야자키현 히가시모로카타군에 설치되었던 촌이다. 현재의 구니토미정의 일부에 해당한다.